# سيدي علي رئيس
أميرُ البحار سيدي علي رئيس بن حُسين الغَلَطلي (904هـ - 970هـ / 1498م - 1562م). سيدي علي بن حسين مؤلف جغرافي ورحّالة عثماني، يُرجّح أنه وُلد في النصف الأول من القرن العاشر الهجري (السادس عشر الميلادي). اشترك في عدد من الحروب البحرية العثمانية في البحر الأبيض المتوسط وفي المحيط الهندي.

## شبابه في البحرية العثمانية

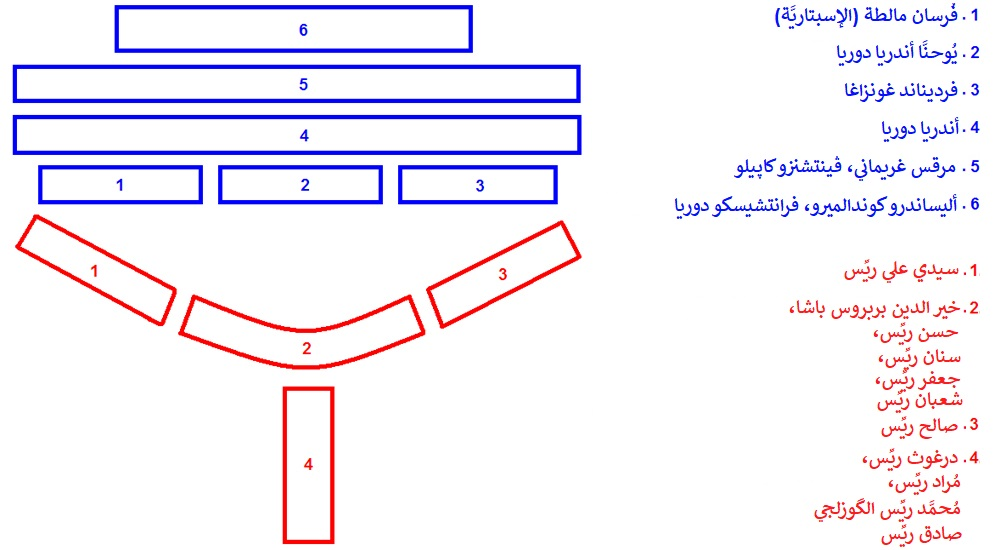
قاد سيدي علي رئيس ميسرة الأسطول التركي في معركة بروزة البحرية في 1538

بدءاً من فتح جزيرة رودس، شارك سيدي علي رئيس في كل حملة بحرية رئيسة للبحرية العثمانية في البحر المتوسط. فقد قاد ميسرة الأسطول العثماني لخير الدين بربروس الذي هزم حلف العصبة المقدسة (1538م) التابع لكارلوس الخامس (شارلكان) والتي كان يقودها القبطان أندريا دوريا في معركة بروزة (1538).
كما قاد عدة سفن من أسطول يوسف سنان باشا ودرغوث رئيس الذي حرر طرابلس الغرب من الإسبان وفرسان مالطة سنة 1551. ولاحقاً شارك في الحملات البحرية العثمانية على السواحل الغربية للبحر المتوسط.
وقد رُقـِّي سيدي علي رئيس بعد ذلك إلى رتب «أزپلر كاتبي ترسانه كتخداسي» (قائد الترسانة البحرية السلطانية) و«خاصة دونمة رئيسي» (قائد الأسطول المركزي العثماني).

## كتبه
ترجع شهرته في الجغرافيا البحرية إلى كتابه المحيط الذي وضعه سنة 962هـ/1554م، وهذا الكتاب مقدمة وعشرة أبواب مقسّمة إلى فصول، ويبدو من دراسته أنه اعتمد في الكثير من معلوماته على مصنفات أحمد بن ماجد وسليمان المهري وهو اعترف بذلك إذ يقول في كتابه: «إذ الملاحة بدون هذه الكتب جدّ متعذرةٍ». وفي كتاب المحيط، تناول سيدي علي رئيس الاتجاهات الجغرافية وأبعاد النجوم وارتفاعاتها والتقاويم والطرق الساحلية البحرية وتحدث كذلك عن ما سمّاه الدنيا الجديدة، وخصص الباب الثامن للرياح الموسمية وأوقات هبوبها، كما وصف في الباب التاسع ثلاثين طريقًا بحريًا في البحر الأحمر والمحيط الهندي.
ولسيدي علي رئيس كتاب آخر هو «مرآة الممالك» وهو وصف لرحلته البرية من الهند إلى إستانبول التي استغرقت أربعة أعوام.

## وصلات خارجية
- Fordham University: Sidi Ali Reis and the Mirat ul Memalik (Mirror of Countries), 1557 CE
- Seydi Ali Reis (Turkish)

## أدب
- Charles F. Horne, ed., The Sacred Books and Early Literature of the East, (New York: Parke, Austin, & Lipscomb, 1917)